# Gemeinsam
Unter dem Namen Gemeinsam traten die aus dem Bereich des volkstümlichen Schlagers bekannten Duos Judith und Mel und Vreni und Rudi sowie die Sängerin Angelina und der Sänger Andy Borg als Gruppe bei der deutschen Vorentscheidung zum Grand Prix der Volksmusik 2004 auf. Ihr Lied Gemeinsam, von Mel Jersey getextet und auch von ihm zusammen mit Werner Petersburg komponiert, erreichte den 1. Platz und war somit einer der 4 deutschen Beiträge am Internationalen Wettbewerb am 4. September in Wien. Dort erreichte die Gruppe hinter den Ladinern und Belsy den 3. Platz.
Die Musikergruppe veröffentlichte 2004 unter dem Titel Gemeinsam ein Album, auf dem verschiedene bekannte Titel der einzelnen Interpreten, das gemeinsame Lied aus dem Grand Prix und ein weiteres gemeinsames Lied (Träume) veröffentlicht wurden.